# Tegerpriyah
Tegerpriyah is een bestuurslaag in het regentschap Bangkalan van de provincie Oost-Java, Indonesië. Tegerpriyah telt 1508 inwoners (volkstelling 2010).